# Р-95Ш
Р-95Ш — турбореактивный одноконтурный двухвальный авиационный двигатель, разработан в 1979 году на ФГУП "Научно-производственное предприятие "Мотор"" под руководством С. А. Гаврилова, предназначен для установки на самолёты семейства Су-25 (Су-25УБ, Су-25УТГ, Су-25БМ). Представляет собой вариант двигателя Р-13-300 без форсажной камеры, с нерегулируемым соплом и изменениями в вспомогательных агрегатах. Выпускался с 1980 года на ОАО «Уфимское моторостроительное производственное объединение».